# Messalius
Messalius là một chi bọ cánh cứng thuộc họ Anthribidae.
Chi này chứa các loài sau, theo Catalogue of Life:
| Messalius | \| \| Messalius albidosparsus \| \| \| \| \| \| Messalius puncticollis \| \| \| \| |
|           | \| \| Messalius albidosparsus \| \| \| \| \| \| Messalius puncticollis \| \| \| \| |
|           | Messalius albidosparsus                                                            |
|           |                                                                                    |
|           | Messalius puncticollis                                                             |
|           |                                                                                    |